# Váša Příhoda
Váša Příhoda (ur. 22 sierpnia 1900 w Vodňanach, zm. 26 lipca 1960 w Wiedniu) – czeski skrzypek i pedagog.

## Życiorys
Początkowo uczył się muzyki u ojca, Aloisa Příhody. W latach 1910–1919 uczył się prywatnie u Jana Mařáka, debiutował recitalem w 1913 roku, a w 1915 roku wystąpił z orkiestrą Filharmonii Czeskiej. W 1919 roku odbył tournée po Szwajcarii, Jugosławii i Włoszech, z powodu kłopotów finansowych zatrudnił się jako członek orkiestry kawiarnianej w Mediolanie. W 1920 roku został dostrzeżony przez Arturo Toscaniniego, dzięki wsparciu którego rozpoczął międzynarodową karierę. W 1921 roku wystąpił w Stanach Zjednoczonych, w 1927 roku koncertował w Wielkiej Brytanii. Po 1939 roku koncertował w okupowanych przez III Rzeszę Czechach, wskutek czego po wojnie został oskarżony o kolaborację z nazistami i w 1946 roku opuścił ojczyznę. W latach 1947–1950 mieszkał w Rapallo, po 1956 roku wznowił publiczne występy jako skrzypek.
Był wykładowcą Konserwatorium Praskiego (1936–1938), Mozarteum w Salzburgu (1939–1943 i 1949–1950) oraz Konserwatorium Wiedeńskiego (1950–1960). Zasłynął jako wykonawca dzieł J.S. Bacha i Paganiniego. Komponował także własne utwory na skrzypce.
Jego żoną w latach 1930–1935 była skrzypaczka Alma Rosé.